# Selago persimilis
Selago persimilis är en flenörtsväxtart som beskrevs av O.M. Hilliard. Selago persimilis ingår i släktet Selago och familjen flenörtsväxter. Inga underarter finns listade i Catalogue of Life.